# Смоленское гетто
Смоленское гетто (5 августа 1941 — 15 июля 1942) — еврейское гетто, место принудительного переселения евреев города Смоленска в процессе преследования и уничтожения евреев во время оккупации части территории России войсками нацистской Германии в период Второй мировой войны.
В 1939 году в городе проживало 14 812 евреев (9,44 % населения). Немецкие войска оккупировали Смоленск 16 июля 1941 года.
Гетто в Смоленске было создано 5 августа 1941 года. Полевая жандармерия с помощью «местных активистов» из городской охраны, которую возглавлял Глеб Умнов, очистила возле еврейского кладбища (местечко Садки, северо-восточная окраина города Заднепровье) большой квартал — около 80 частных домов. Городская охрана вместе с фельджандармерией вылавливала евреев и загоняла их в гетто. Для решения «еврейского вопроса» в город прибыло специальное подразделение оперативной группы «Б» полиции безопасности и СД — особая команда «Смоленск» (командир — обершарфюрер СС Массков). Городская охрана (в последующем — городская стража) активно помогала СД уничтожать евреев.
Нетрудоспособные в гетто никакой еды не получали. Трудоспособным полагалось 200 грамм хлеба в день. В гетто царил голод.
15 июля 1942 года, по настоянию оккупационной администрации, была проведена самая крупная акция в Смоленске. Из гетто в направлении деревни Магалинщина Корохоткинского сельсовета было вывезено около 2000 евреев, где они были убиты разными способами. Акцией руководили заместитель бургомистра Г. С. Гандзюк и начальник политического отдела городской стражи Н. Ф. Алферчик.
Активность в ходе уничтожения евреев проявил полицейский Тимофей Тищенко. Он вывозил узников гетто на расстрел, снимал с них одежду, а потом распределял её среди сослуживцев. За одежду, снятую с убитых, он получал водку и продукты. Через месяц газета «Новый путь» поместила о нём материал «Образцовый страж порядка».